# Langø (Ulvsund)
Langø es una isla de Dinamarca, situada en el estrecho de Ulvsund, al sudoeste de Selandia. La isla ocupa un área de 1,27 km² y alberga una población de 5 habitantes (2005). El punto más alto de la isla se encuentra a 14 m s. n. m.
- Datos: Q1126067